# Anomalon japonicum
Anomalon japonicum là một loài tò vò trong họ Ichneumonidae.